# Gorizia
« Goritz » redirige ici. Pour les autres significations, voir Goritz (homonymie).
Pour les articles homonymes, voir Gorica.
Gorizia (en frioulan : Gurize, en slovène : Gorica, en allemand : Görz) est une commune italienne située dans la région autonome du Frioul-Vénétie Julienne, à la frontière avec la Slovénie. Elle était le chef-lieu de l'ancienne province du même nom dissoute en 2017. Elle abrite le siège de l'organisme de décentralisation régionale de Gorizia, créé en 2020.

## Géographie

### Situation
Gorizia se trouve sur les rives de l'Isonzo dans la région historique de Frioul. La ville est située à l'extrême est de la plaine du Pô, à la frontière italo-slovène.

### Quartiers
La ville est composée de dix quartiers : Castello (slovène : Grad), Lucinico (slovène : Ločnik), Oslavia (it) (slovène : Oslavje), Pevma, Scemavero (slovène : Štmaver), Sant'Andrea (slovène : Štandrež), Straccis (slovène : Štražce), Vallone dell'Acqua (slovène : Grojna), Gradiscutta (slovène : Gradiščuta), Podgora (slovène : Podgora).

### Communes limitrophes
Brda (italien : Collio), Farra d'Isonzo (slovène : Fara), Mossa (slovène : Moš), Nova Gorica, San Floriano del Collio (slovène : Števerjan), Savogna d'Isonzo (slovène : Sovodnje ob Soči).

## Toponymie
Le nom de la ville dérive du slovène et signifie « petit mont » : Gorica, en frioulan Gurize, en allemand Görtz ou Göritz et parfois Goeritz,, Gorice,. Elle est parfois désignée en français sous le nom de Goritz, ou Gorice,.
Elle est surnommée la Nice de l'adriatique. Ce surnom n'est pas récent elle était déjà appelée la Nice autrichienne quand elle faisait partie de l'empire austro-hongrois.

## Histoire
Le nom de la ville apparaît pour la première fois en 1001 dans un document de l'empereur Othon III, où elle s'écrivait « Goritia ». Le souverain donnait au comte Weriand de Frioul la moitié du manoir avec les domaines s'étendant de l'Isonzo à la Vipava ainsi que le château de Salcano. La région appartenait alors à la marche de Vérone du Saint-Empire romain. En mars/avril 1077, après la pénitence de Canossa, les droits de comte en Frioul sont transférés par le roi Henri IV au patriarcat d’Aquilée pour obtenir de l'aide dans la querelle des Investitures.

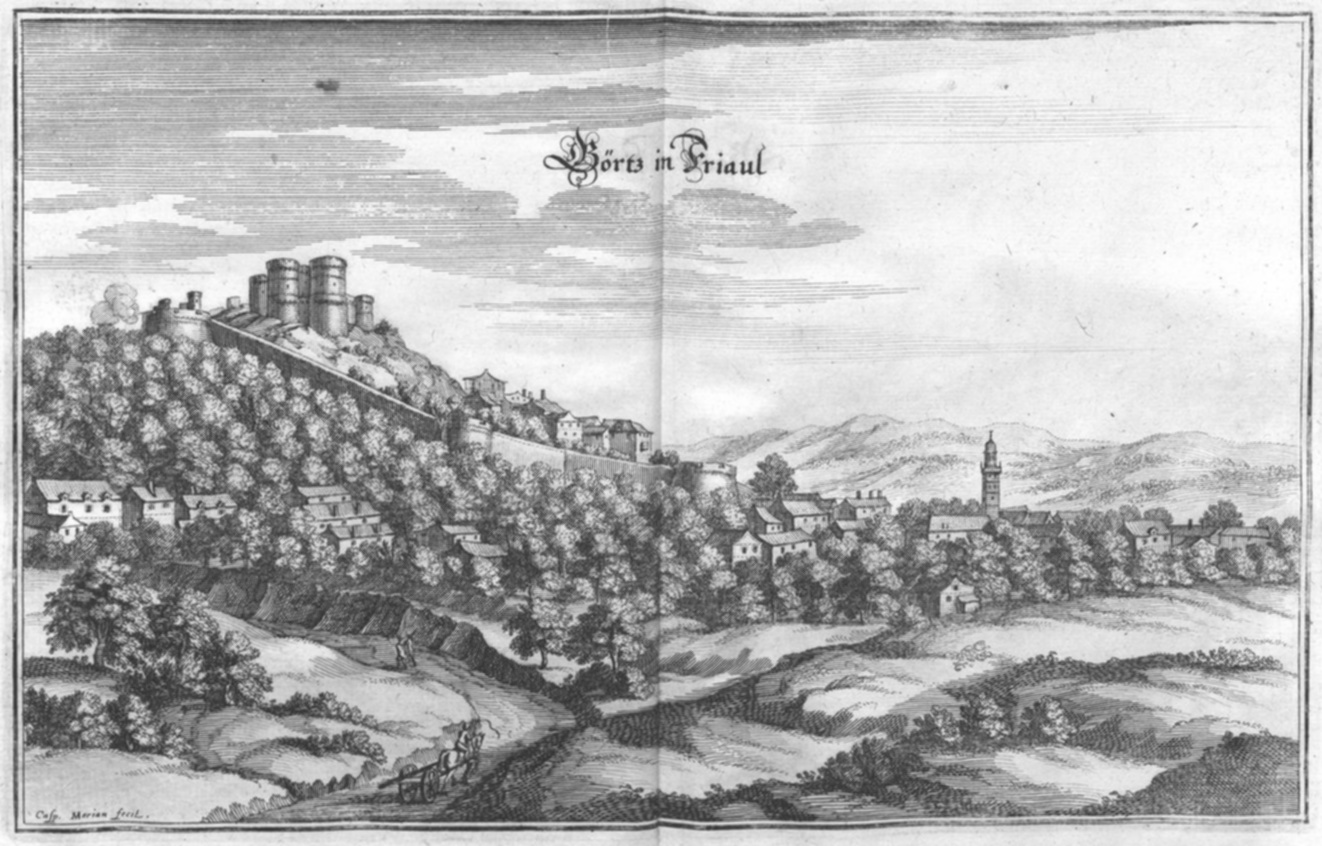
Görtz in Friaul, gravure de Matthäus Merian (1679).

La famille comtale de Goritz est sans doute issue d'un certain Meginhard († vers 1090), comte dans le Pustertal, dont le fils aîné Engelbert († 1122/1123) devient comte palatin de Bavière en 1099. Le fils cadet d'Engelbert, Meinhard († 1142) fut Vogt (bailli) des patriarches d'Aquilée et deviennent l'ancêtre des comtes de Goritz (Meinhardiner). Ses descendants, résidant tout d'abord à Lienz en Carinthie, acquirent des possessions considérables en Frioul, dont Gorizia, et dans la marche d'Istrie ; le comte Meinhard III hérite du comté de Tyrol en 1253. Sous le règne de son fils Meinhard IV de Goritz, en 1271, la dynastie se divise en deux lignées : la branche cadette, descendants de son frère Albert, a reçu les domaines héréditaires autour de Lienz et de Goritz. En 1365, ils sont élevés aux princes du Saint-Empire
La lignée des Goritz s'éteint avec le dernier comte Léonard, qui meurt sans héritier en 1500. À sa mort, la ville passe aux mains de Maximilien Ier de Habsbourg et le comté fut incorporé dans les pays de l'Autriche intérieure. En tant que capitale du comté princier de Gorizia et Gradisca, elle fera partie des domaines habsbourgeois jusqu'en 1918 avec deux brèves interruptions : l'occupation vénitienne de 1508/1509 et l'inclusion dans les provinces illyriennes napoléoniennes. Plus précisément, la ville (aux noms bilingues de Görz - Gorizia) faisait partie de l'empire d'Autriche à partir de 1804, puis  de l'Autriche-Hongrie (Cisleithanie) après le compromis de 1867 ; chef-lieu du district de même nom, l'un des 11 Bezirkshauptmannschaften dans la province du Littoral autrichien.
Prise une première fois par les Italiens le 8 août 1916 à la suite de la sixième bataille de l'Isonzo, la partie Ouest de la ville, Gorizia, se rallie au royaume d'Italie en décembre 1918, tandis que la partie Est (Nova Gorica) se prononce pour le royaume des Serbes, Croates et Slovènes. Les deux royaumes alliés la revendiquent en entier : le traité de Saint-Germain-en-Laye signé le 10 septembre 1919 l'attribue à l'Italie. Après la Seconde Guerre mondiale, la partie Ouest revient à la république italienne en 1947, tandis que la partie Est est attribuée à la république fédérative socialiste de Yougoslavie, étant rattachée à la Slovénie (Nova Gorica).

## Politique et administration
La ville est administrée par un conseil municipal de 40 membres élus pour un mandat de cinq ans. Les dernières élections ont eu lieu les 12 et 26 juin 2022.
| Période                                  | Période  | Identité             | Étiquette | Qualité |
| ---------------------------------------- | -------- | -------------------- | --------- | ------- |
| 2002                                     | 2007     | Vittorio Brancati    | PPI       |         |
| 2007                                     | 2017     | Ettore Romoli        | FI        |         |
| juin 2017                                | En cours | Rodolfo Ziberna (it) | FI        |         |
| Les données manquantes sont à compléter. |          |                      |           |         |

### Jumelages
- Klagenfurt (Autriche) (depuis 1965) ;
- Lienz (Autriche) (depuis 1997) ;
- Venlo (Pays-Bas) ;
- Sassari (Italie) (depuis 1983) ;
- Kielce (Pologne) ;
- Zalaegerszeg (Hongrie).

## Population et société

### Évolution démographique
Habitants recensés

### Religion
La ville est le siège épiscopal de l'archidiocèse de Gorizia.

## Culture et patrimoine
Cette ville ayant appartenu à différents pays, un mélange de populations s'est produit. Ainsi la ville a des traits de culture allemande, italienne et slovène dans différents domaines comme la musique, la littérature ou l'architecture.
Le roi Charles X de France, mort à Goritz en 1836, est inhumé dans la partie slovène de Nova Gorica.
Une communauté juive très active autrefois a donné à la ville de Gorizia (surnommée la petite Jérusalem sur l'Isonzo) de nombreuses personnalités célèbres : le philosophe Carlo Michelstaedter (1887-1910), le sénateur et linguiste Graziadio Isaia Ascoli (1829-1907) et d'autres. La communauté a été essentiellement liée à la composante italienne de la ville, beaucoup de Juifs étaient d'ardents patriotes italiens (par exemple la polémiste et journaliste Carolina Luzzatto (it) et Graziadio Isaia Ascoli).
Durant la Seconde Guerre mondiale, après la destitution de Mussolini en octobre 1943, la ville est officiellement une partie de la République de Saló mais est en fait gouvernée par les Allemands pendant un an et demi (Zone d'opérations de la côte Adriatique), et la communauté juive de Gorizia est exterminée. Le plus jeune des déportés, Bruno Farber, était âgé seulement de trois mois et l'on a donné son nom au jardin attenant à la synagogue de Gorizia en sa mémoire.
La ville dispose aussi d'une université qui occupe les locaux de l'ancien petit-séminaire.

## Sites et monuments

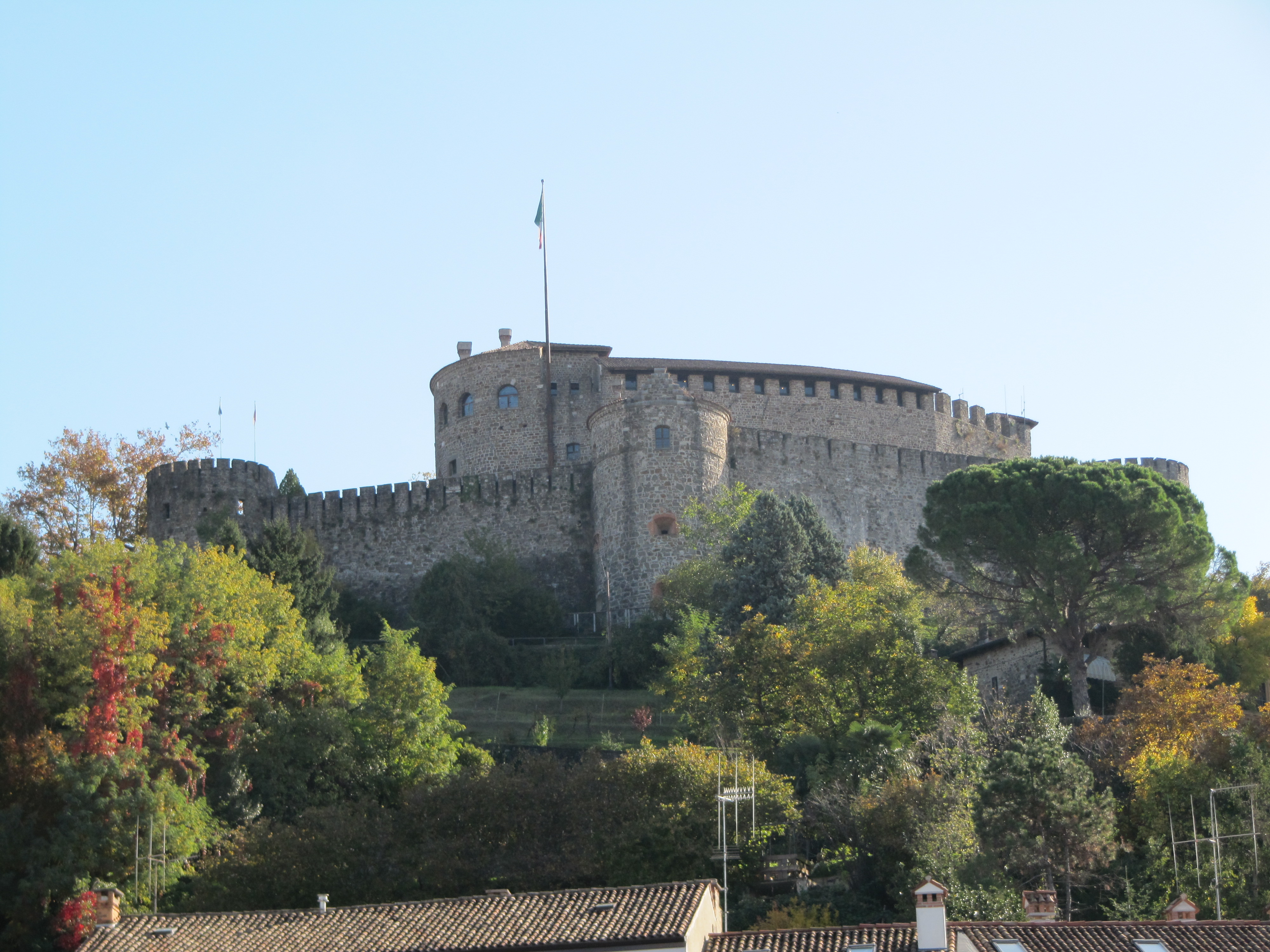
Le château de Gorizia.

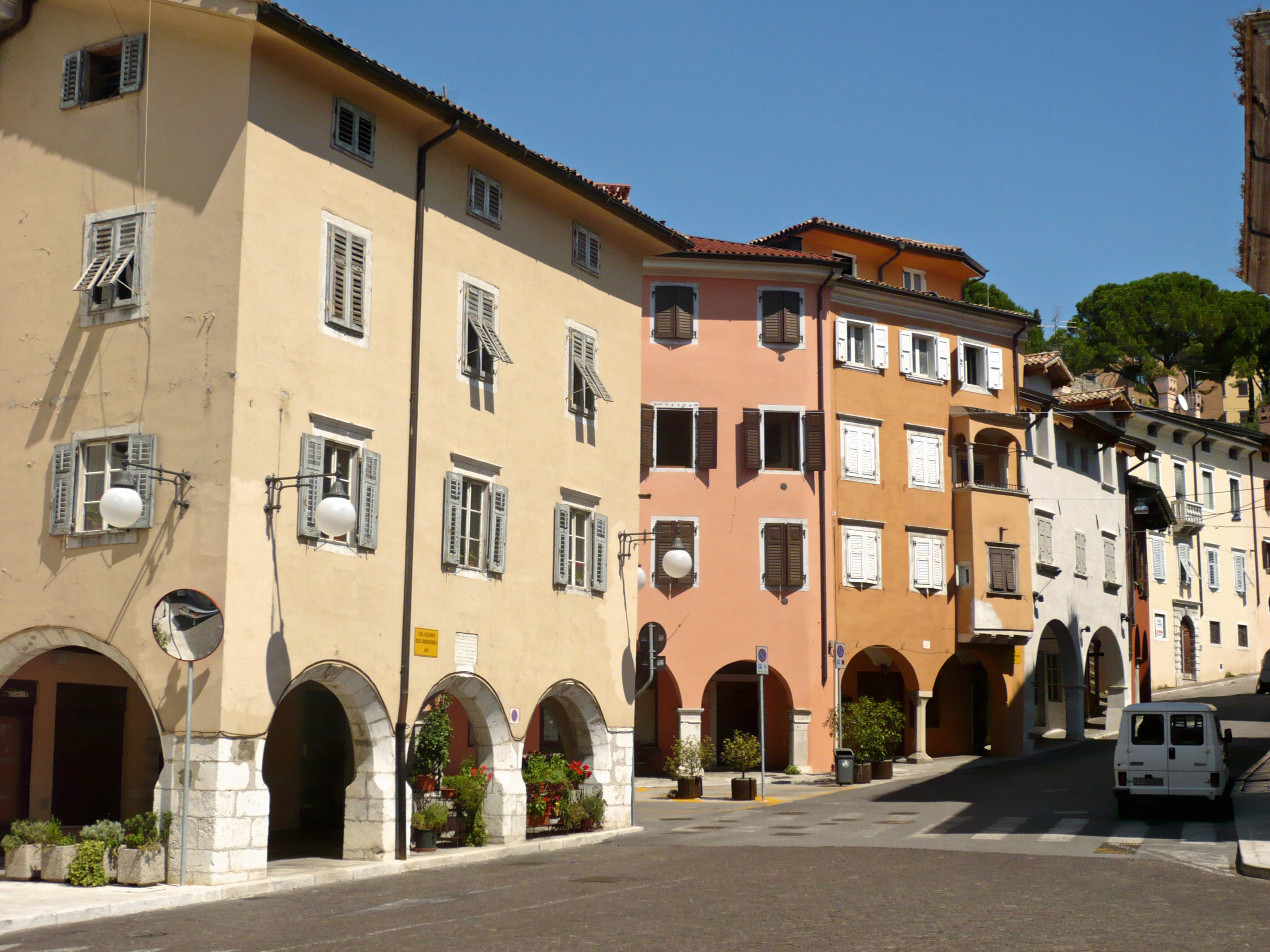
Le centre médiéval de Gorizia.

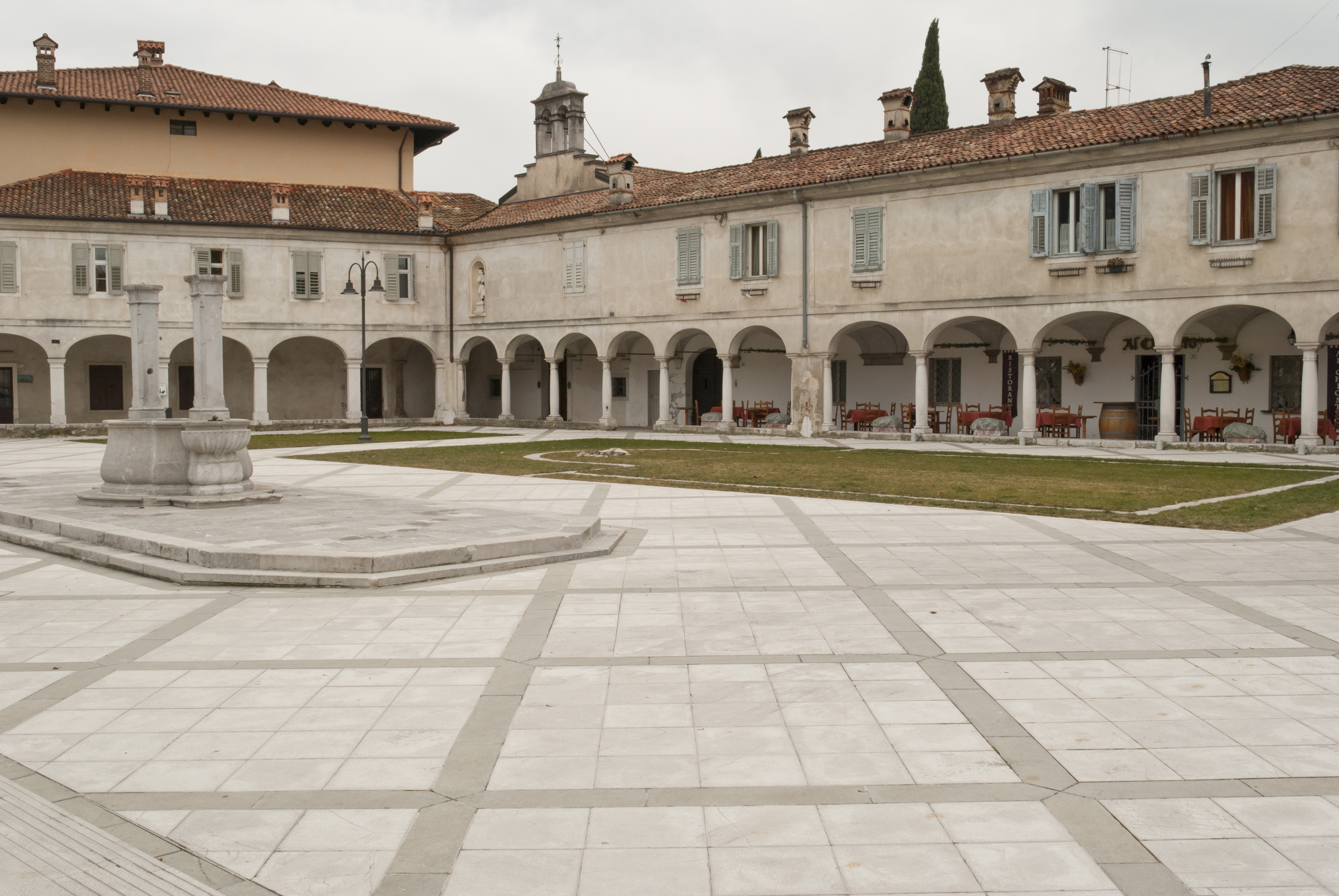
La place Sant'Antonio et l'église.

- château médiéval de Gorizia et musées provinciaux du Borgo Castello ;
- cathédrale de Gorizia ;
- église Sant'Ignazio (baroque) ;
- église San Rocco (1497) ;
- église Santo Spirito ;
- église Maria Immacolata ;
- église Sant'Antonio di Padova ;
- synagogue de Gorizia et musée hébraïque « Jérusalem sur l'Isonzo » ;
- théâtre Verdi (1782) ;
- palais Alvarez ;
- palais Strassold (siège d'un prestigieux hôtel) ;
- palais Attems-Santa Croce ;
- palais Attems-Petzenstein ;
- palais Coronini-Kronberg ;
- palais Lantieri ;
- palais della Torre ;
- palais Werdenberg-Bibliothèque Nationale Isontine[6] ;
- villa Ritter ;
- villa Frommer (ruines et parc) ;
- Maison du commerce (slovène : Trgovski Dom) ;
- sanctuaire militaire-mémorial d'Oslavia (it) ;
- Piazza della Transalpina ;
- Piazza Cavour ;
- Piazza San Antonio ;
- Piazza della Vittoria ;
- Corso Italia ;
- Corso Verdi ;
- parc de la Rimembranza ;
- parc Piuma-Isonzo ;
- parc Viatori-Jardin des Azalées.

## Chanson
Une chanson italienne a pour titre O Gorizia, qui est une chanson de protestation contre la Première Guerre mondiale écrite pendant la guerre en mémoire de l'offensive contre Gorizia en août 1916.
| Texte original | Traduction française |
| --- | --- |
| La mattina del cinque di agosto, Si muovevano le truppe italiane Per Gorizia, le terre lontane. E dolente ognun si partì. Sotto l'acqua che cadeva al rovescio, Grandinavano le palle nemiche; Su quei monti, colline e gran valli, Si moriva dicendo così : O Gorizia, tu sei maledetta, Per ogni cuore che sente coscenza; Dolorosa ci fu la partenza E il ritorno per molti non fu. O vigliacchi che voi ve ne state, Con le mogli sui letti di lana, Schernitori di noi carne_umana, Questa guerra ci_insegna_a punir. Voi chiamate il campo d'onore, Questa terra di là dei confini Qui si muore gridando "Assassini !" Maledetti sarete un dì. Cara moglie, che tu non mi senti Raccomando ai compagni vicini Di tenermi da conto i bambini, Che io muoio col suo nome nel cuor. Traditori signori ufficiali Questa guerra l’avete voluta Scannatori di carne venduta E rovina della goventu. O Gorizia, tu sei maledetta, Per ogni cuore che sente coscenza; Dolorosa ci fu la partenza E il ritorno per tutti non fu. | Au matin du 5 août, Les troupes italiennes étaient en marche. Vers Gorizia, les terres lointaines. Et chacun partit plein de regrets. Sous la pluie qui tombait à verse, Grêlaient les balles ennemies ; Sur ces monts, collines et grandes vallées, On mourait en disant ceci : Ô Gorizia tu es maudite, Pour tout cœur sensible à la conscience ; Le départ fut douloureux Et pour beaucoup il n'y eut pas de retour. Ô lâches qui vous prélassez, Avec vos femmes sur des lits de laine, Qui vous moquez de notre viande humaine, Cette guerre nous apprend à punir. Vous appelez « champ d'honneur », Cette terre par delà les frontières. Ici on meurt en criant « assassins ! » Un jour vous serez maudits. Chère épouse, toi qui ne m'entends pas Je m'en remets aux compagnons près de moi Pour prendre soin de nos enfants, Et dire que je meurs ton nom dans mon cœur. Messieurs les traîtres officiers Cette guerre vous l’avez voulue Équarrisseurs de notre chair vendue Et ruine de la jeunesse. Ô Gorizia tu es maudite, Pour chaque cœur qui entend sa conscience ; Le départ nous fut douloureux Et pour tous il n'y eut pas de retour. |

## Sport
La ville dispose de plusieurs installations sportives, parmi lesquelles le Stade Enzo Bearzot, qui accueille la principale équipe de football de la ville, l'AS Pro Gorizia.

## Personnalités liées à Gorizia
- Leonardo di Gorizia (1440-1500), dernier comte de Gorizia et Stadtholder de Lienz,
- Charles X (1757-1836), dernier roi de France,
- Louis de France (1775-1844), prince de la maison royale de France, fils du précédent,
- Ferdinand von Andrian-Werburg (1776 à Gorizia-1851), homme politique allemand,
- Isacco Samuele Reggio (it) (1784-1855), rabbin,
- Giuseppe Tominz (1790-1866), peintre,
- Henri d'Artois (1820-1883), duc de Bordeaux et comte de Chambord,
- Graziadio Isaia Ascoli (1829-1907), sénateur et linguiste,
- Carolina Luzzatto (it) (1837-1919), écrivaine, journaliste, polémiste et patriote italienne,
- Enrico Rocca (it), journaliste,
- Carlo Michelstaedter (1887-1910), écrivain, philosophe, dessinateur,
- Carlo Rubbia (1934-), physicien, colauréat avec Simon van der Meer du prix Nobel de physique de 1984,
- Franco Basaglia (1924-1980), médecin psychiatre et ancien directeur de l'hôpital psychiatrique de Gorizia,
- Nora Gregor (1901-1949), actrice et chanteuse,
- Cecilia Seghizzi (1908-2019), compositrice, peintre et grande centenaire,
- Julius Kugy (1858-1944), alpiniste,
- Tinto Brass (1933-), réalisateur de films,
- Daša Drndić (1946-2018), écrivaine.